# 南海泡沫事件

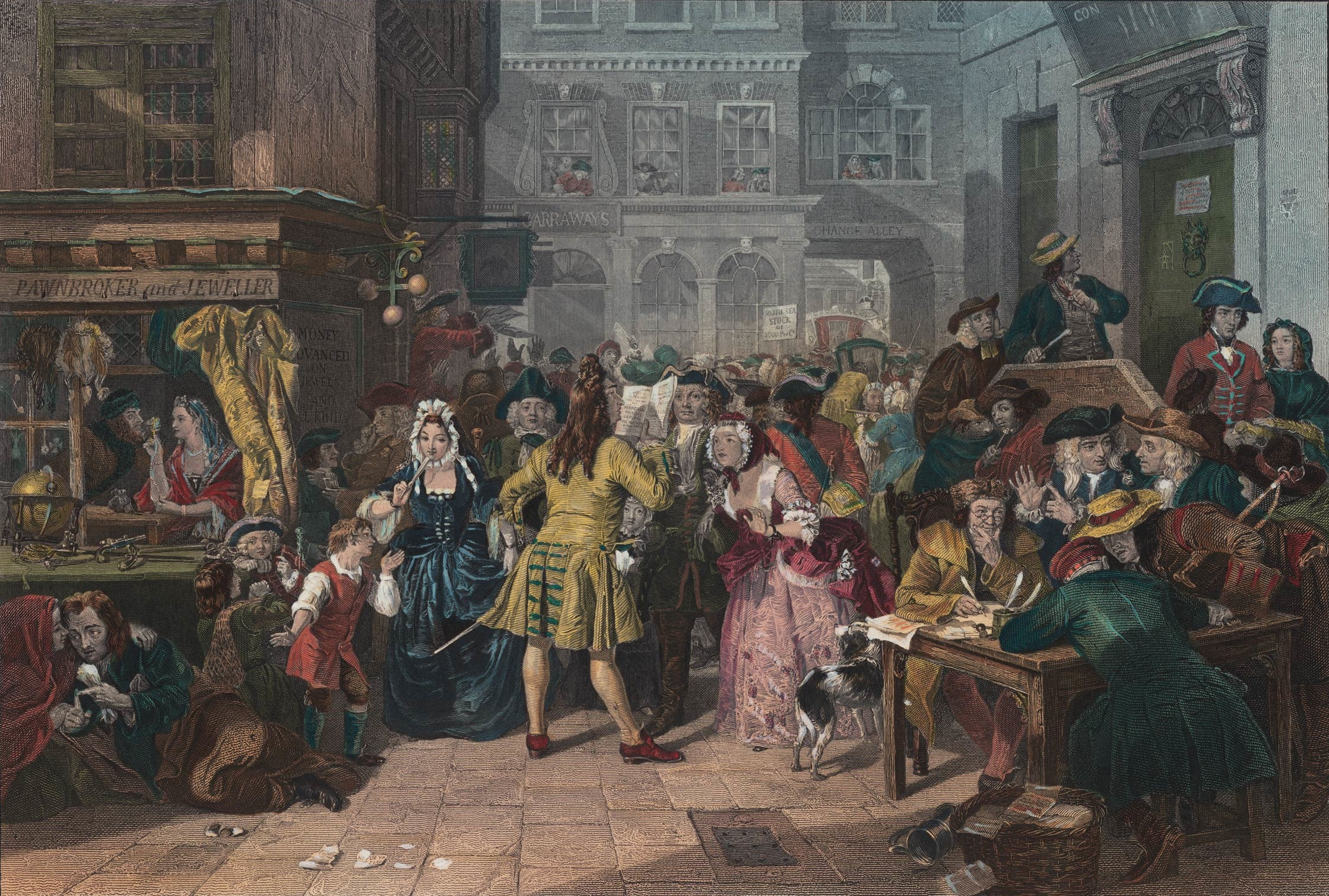
『南海泡沫事件』イングランド人画家エドワード・マシュー・ウォードによる作品

南海泡沫事件（なんかいほうまつじけん、英語: South Sea Bubble）は、1720年にグレートブリテン王国（イギリス）で起こった、投機ブームによる株価の急騰と暴落、およびそれに続く混乱を指すが、主に損害を蒙ったのはフランスであった。ロバート・ウォルポールがこの混乱を収拾、政治家として名をあげる契機となった。バブル経済の語源になった事件である。

## 概要

### 南海会社の苦悩
南海会社（英語: The South Sea Company、南洋会社とも）は1711年にトーリー党の指導者で大蔵卿ロバート・ハーレーによって、グレートブリテン王国 の財政危機を救うため、国債の一部を南海会社に引き受けさせ貿易による利潤でそれを賄うことおよびスペインとのユトレヒト条約で得たアシエントの権利によりスペイン領西インド諸島との奴隷貿易を行うという目的で設立された。
南海会社は、密貿易やスペインとの関係悪化・海難事故等の影響で本業の業績はあまり改善せず、政府の国債を引き受けるどころか経営そのものも危うくなりつつあった。1718年には四カ国同盟戦争が始まり、スペインとの貿易が途絶した。

### 南海計画

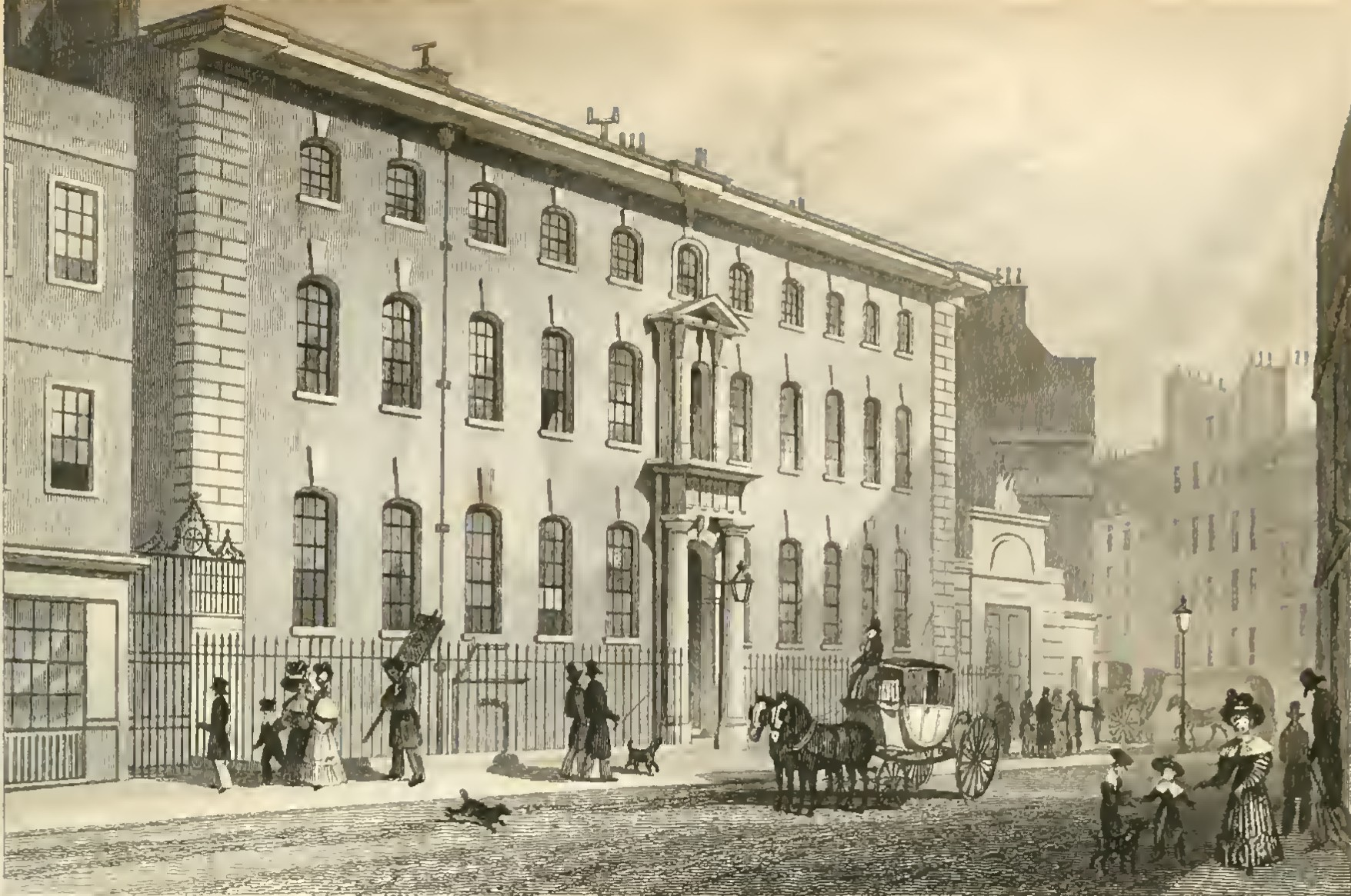
南海会社（1831年）

南海会社は1718年に富くじを発行し黒字となった。本業の貿易業だけでなく金融事業への参入を始めたのである。1719年、南海会社は750万ポンドの上納金負担の見返りに額面等価の南海会社株を発行する許可をイングランド銀行との熾烈な入札競争の末に勝ち取った。
1. 株と国債の交換は時価で行う。すなわち、南海会社の株価が額面100ポンドにつき市場価格200ポンドの場合、200ポンドの国債1枚と南海会社株100ポンド分で等価交換となる。
2. しかしながら発行許可株数は交換額に応じている（200ポンド交換した）ので額面200ポンド分の株が発行できる。すなわち、交換しても手元に100ポンド分、時価200ポンド分余ることになる。
3. これを売りに出すと売り上げの200ポンドはそのまま南海会社の利益となる。
4. 上記の方法で南海会社の利益があがると、当然株価が上昇する。
5. また、1に戻る。（以後、その繰り返し）

上記のスキーム（具体的手順）が「南海計画」と呼ばれ、倒産のリスク軽減も兼ねていた。

### 空前の投機ブーム
当時のイングランド中産階級の人々は有望な投資先を探している状態で、イギリスの市場には大量の資金がだぶついていた。南海会社は本業の貿易活動は全く振るわなかったが、金融事業は国債引き受け会社として成長し、わずか数ヶ月の間に株価が10倍にも高騰した。このニュースは貴族・ブルジョワジー・庶民など、幅広い階層の人々の間に広まり、それまで株式に興味のない人々や株式について十分な知識もない人々も株式に興味をもつようになった。彼らは株価の高騰で投機熱に浮かれ、イギリスの株式市場は空前絶後の投機ブームが起こった。
これに便乗するかたちで、当時設立が許可制だった株式会社もまた無許可で作られた。いわゆる「ヤミ会社」の株価も一気に跳ね上がった。そのほとんどは真剣に事業を興そうとする起業家たちであり、その事業内容もロンドンへの石炭供給事業や石けん製造技術の改良事業など、前産業革命期イギリス産業の発展の度合いを垣間見ることができるものであった。とはいえ、こういった真面目な事業の投資募集ばかりでなかったことも確かである。

### 価格の変動

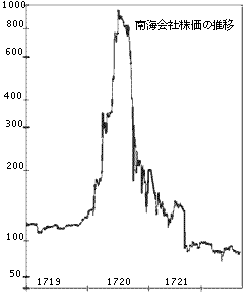
南海会社の株価推移

南海会社の1株あたりの価格は1720年1月には100ポンド強であったものが5月には700ポンドになり、6月24日には最高値1050ポンドをつけた。
これに押されるかたちでイングランド銀行やイギリス東インド会社などの株価も高騰を始めた。政府の許可なしにこうした会社を作ることは禁じられていたが、無許可の会社が乱立する事態に及んで政府も規制に乗り出した。
6月24日に「泡沫会社規制法」、8月24日には「告知令状」を出すと株式市場は沈静化に向かい、株式市場はあらゆる会社の株価が大暴落するという大恐慌に陥った。

### バブル崩壊と責任の追及
南海会社の株価の暴落もいまだかつてない早さであった。結果、わずか数ヶ月で株価は元に戻り、株を購入した人達の中から多くの破産者・自殺者が出た。
当時、王立造幣局長官を務めていたアイザック・ニュートンは南海会社の株で一時7,000ポンド儲けたものの、その後の暴落で結果として20,000ポンドの損害を被っている。その一方でゲオルク・フリードリヒ・ヘンデルは南海株の売買で得た利益を元に王立音楽アカデミーを設立、自らの音楽活動の拠点としている。
この南海会社株の大暴落については、バブルに踊らされて株を購入した投資家たちにも自己責任はあるが、当時の南海株式会社の理事たちや南海株式会社の株を賄賂として受け取っていた政治家に対して、多くの投資家たちは怒りの声をあげた。さらに、人々の怒りはイギリス政界にも波及し、当時の政権を率いていたスタンホープ伯ジェームズ・スタンホープが急死して政権は崩壊した。また、スタンホープ伯と共に政権を担っていたサンダーランド伯チャールズ・スペンサーはこの事態を解決出来ず、経済恐慌のみならず政治においても破局が訪れようとしていた。

## ウォルポールの登場
南海泡沫事件の責任追及に当たり、政府・王室要人の関与を示す決定的証拠とされる「緑の帳簿」と重要な証人である南海会社会計主任ロバート・ナイトの失踪は衝撃的であった。これらを手放すことは南海泡沫事件の真相を知る手がかりを失うことを意味したからである。ナイトの失踪のニュースが流れると、議会では多くの議員たちが怒りの声を上げ、ナイトの捜索が直ちに始められた。
ナイトはベルギーで逮捕されたが、なぜかイギリスに送還されることはなかった。ナイトが送還され証言台に立たされれば大臣のみならず王室にまで累が及ぶことは明白であり、国王とその寵妃による外交圧力が送還を防いだのだとまことしやかに噂された。
こうした混乱の中、事態の収拾にあたったのが財政の専門家として名をあげていたロバート・ウォルポールであった。1721年までにはこの南海泡沫事件の事務的な処理方針を確定させ、再び経済も回復軌道に戻った。その一方、政治責任を問われるはずの人々に対しては追及の手を緩め、この事件を煙に巻く形で終わりにさせた。
事後処理と責任追及にあたって、ウォルポールは一貫して収賄者に対して寛大であり、大臣や南海会社理事たちをかばう発言を繰り返した。これは現政権が覆るとトーリー党に政権がわたると考えたためであり、彼自身の将来のためにも厳しい追及はできなかった。この手腕は当時の国王ジョージ1世の大きな信頼を得ることになった。彼はこの後第一大蔵卿として1742年まで政権を担当し、イギリスにおける議院内閣制の基礎を築いていくこととなる。

## 会計監査制度の誕生

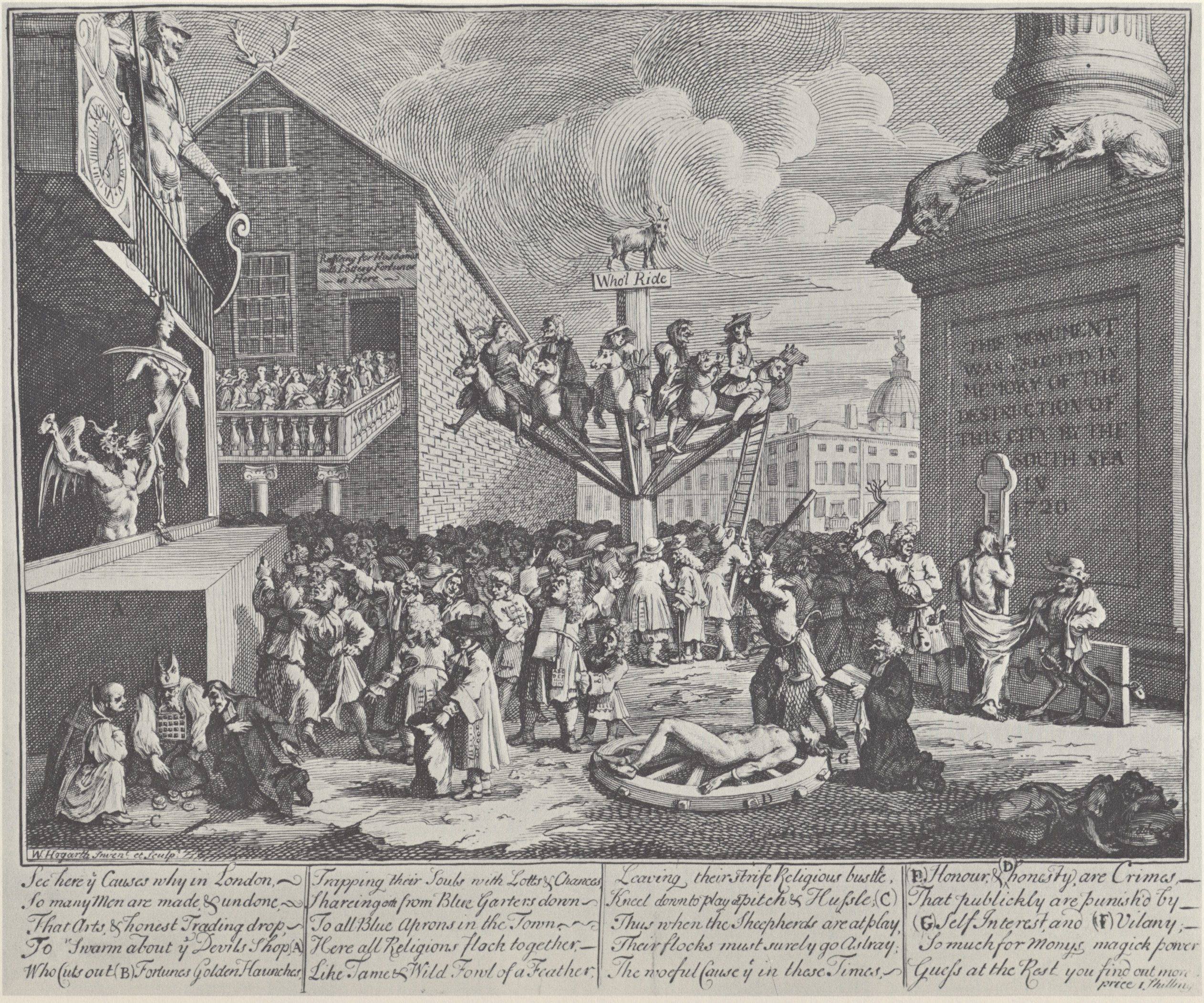
「南海泡沫事件」イングランド人画家ウィリアム・ホガースによる1721年の作

ジョン・ブラントと南海会社の幹部の責任追及のための委員会が議会に設けられ、調査がすすめられた。ここでチャールズ・スネルは南海会社の会計記録を詳しく調べ、幹部の一人だったジャコブ・E・ソウルブリッジの経営するソウルブリッジ商会の帳簿を調査した結果を『ソウルブリッジ商会の帳簿に関する所見』という報告書にまとめ、この報告書が公式に認められた世界で最初の会計監査報告書となった。
このように、東インド会社の成立から始まる株式会社制度の発達は「南海バブル」という危機を表面化し、一般大衆からの資金調達による事業形態には公正な第三者による会計記録の評価が不可欠であることを示し、公認会計士制度及び会計監査制度を誕生させた。
ただし、スネルの報告書は第三者による報告ではなく、被疑者からの依頼で弁護のために書かれたとされる。現在の観点における投資家の保護や利害調整などは含まれておらず、スネルの報告書を批判する匿名文書も流布した。